# Lecudina linei
Lecudina linei is een soort in de taxonomische indeling van de Myzozoa, een stam van microscopische parasitaire dieren. Het organisme komt uit het geslacht Lecudina en behoort tot de familie Lecudinidae. Lecudina linei werd in 1972 ontdekt door Vinckier.